# Detya fusconebulosa
Detya fusconebulosa är en insektsart som beskrevs av William Lucas Distant 1906. Detya fusconebulosa ingår i släktet Detya och familjen Nogodinidae. Inga underarter finns listade i Catalogue of Life.